# Monty Dons amerikanska trädgårdar
Monty Dons amerikanska trädgårdar (engelska: Monty Don's American Gardens) är en brittisk dokumentärserie från 2020. Säsongen består av tre avsnitt och dess svenska premiär är planerad till den 26 maj 2020 på SVT1 och SVT play.

## Handling
I Monty Dons amerikanska trädgårdar beger sig den brittiska trädgårdsexperten till USA. Där besöker han några av landets mest kända och intressanta trädgårdar. Monty Don tar tittarna bland med till Central Park och Thomas Jeffersons trädgård. I Los Angeles stiftar han bekantskap med kända filmstjärnors trädgårdar.